# بريندا هوليس
بريندا هوليس (بالإنجليزية: Brenda Hollis)‏ هي مدعية ومحامية أمريكية، ولدت في القرن العشرين في واشنطن العاصمة في الولايات المتحدة.